# Eleonore von Vermandois

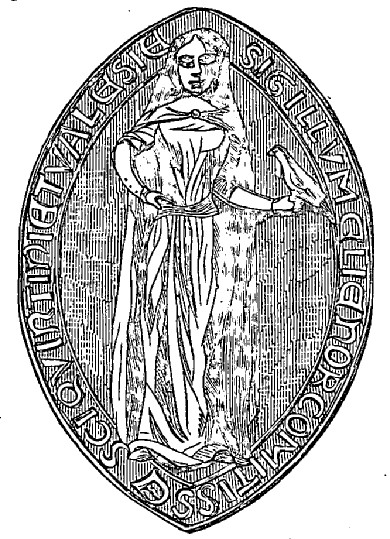
Eleonore von Vermandois

Eleonore von Vermandois (* nach dem 14. Oktober 1152; † 19. Juni 1213) war Gräfin von Beaumont-sur-Oise und Saint-Quentin sowie Herrin von Valois.

## Leben
Eleonore war die posthume Tochter des französischen Seneschalls Raoul I. von Vermandois, genannt der Tapfere (französisch le Vaillant) († 14. Oktober 1152) und der Alix (genannt Petronilla), einer Schwester der französischen und später englischen Königin Eleonore von Aquitanien.
Eleonore ging folgende Ehen ein:
1. ⚭ um 1160 Gottfried (Godefroy) von Hennegau, Graf von Ostrevant († 1163)
2. ⚭ vor 1167 Wilhelm (Guillaume) IV., 1161 Graf von Nevers († 1168)
3. ⚭ um 1170 Matthäus (Matthieu) von Elsass, 1160 Graf von Boulogne († 1173)
4. ⚭ um 1177 Matthieu III., Graf von Beaumont-sur-Oise († 1208) (Haus Beaumont-sur-Oise)
5. ⚭ nach 1192 Hugues III d'Auxy, Sire d'Auxy (Haus Auxy)[4]

Trotz ihrer zahlreichen Ehen hatte Eleonore keine Kinder. Ihre ältere Schwester Elisabeth von Vermandois (auch Isabelle oder Mabile genannt) war verheiratet mit Philipp von Elsass, Grafen von Flandern. Nach dem Tod Elisabeths (26. März 1182) wollte Eleonore das Erbe ihrer verstorbenen Schwester antreten, dessen Herausgabe aber Philipp von Elsass ablehnte. Doch der junge französische König Philipp II. August unterstützte die Forderungen Eleonores, da er wegen deren bisheriger Kinderlosigkeit hoffte, sich nach ihrem Tod ihre Besitzungen aneignen zu können. In der Folge kam es zu mehrjährigen Kämpfen zwischen dem französischen König und dem Grafen von Flandern. Aus diesem Krieg ging schließlich Philipp II. August als Sieger hervor, und im Frieden von Boves (Juli 1185) musste Philipp von Elsass herbe Gebietsverluste hinnehmen. Eleonore erhielt das untere Valois und das Vermandois, allerdings ohne die Kastellaneien Saint-Quentin, Péronne und Ham. Die Nutznießung der letztgenannten Gebiete durfte der Graf von Flandern behalten. Als dieser am 1. Juni 1191 starb, verwirklichte Philipp II. August sein im Frieden von Boves erworbenes Anwartschaftsrecht auf das Artois und nahm es in Besitz. Er übergab nun Eleonore Saint-Quentin sowie Péronne, wofür sie sich bereit erklärte, der übrigen Erbschaft zu entsagen. Laut einer späteren Regelung wurden Eleonore im Austausch für ihre Abtretung von Péronne und dem Amiénois an den König mehrere Kastellaneien wie Origny, Lassigny u. a. zugesprochen.
Eleonore war eine geistreiche und fromme Fürstin. Sie gründete die Abtei Parc-aux-Dames in Auger-Saint-Vincent, liebte die Dichtkunst und gab dem Geistlichen Renaud den Anstoß zur Verfassung des Roman de Sainte-Geneviève.
1213 starb Eleonore im Alter von 60 Jahren kinderlos und wurde in der Abtei Longpont (im heutigen Département Aisne) beigesetzt. Nun zog der französische König das Vermandois und das Valois definitiv für die Krone ein.